# Ħaġar Qim
Ħaġar Qim és un temple megalític de Malta que data del període Ggantija (entre 3600 i 3200 aC). Es troba al cim d'un turó al sud de l'illa de Malta i a 2 km al sud-oest del poblat de Qrendi. El 1992, la UNESCO va declarar Hagar Qim Patrimoni de la Humanitat. A 500 m, es troba el lloc de Mnajdra. La zona veïna ha estat declarada Parc Patrimonial.

## El complex d'Hagar Qim
El complex d'Hagar Qim consisteix en un temple principal i tres estructures megalítiques pròximes. El temple principal va ser construït entre 3600 i 3200 aC, però, les ruïnes del nord són molt més antigues. L'entrada exterior serveix com un passatge interior que connecta amb sis grans cambres. El mur exterior està construït amb grans blocs en posició vertical, creant així un edifici extremadament sòlid. Aquest passatge d'entrada i primera sala segueixen el patró dels temples megalítics de Malta, però a mesura que la construcció va avançar, aquest disseny va ser modificat considerablement.
Un dels seus murs conté el major megàlit maltès: té una altura de prop de 5,2 m, i pesa unes 57 tones.
La seva decoració consisteix en motius vegetals i espirals. Hi ha un altar decorat en els seus quatre costats.
Durant les excavacions, es van trobar al seu interior diverses estàtues de "dones grasses", que estan exposades en el Museu Nacional d'Arqueologia de La Valletta.

## Galeria d'imatges

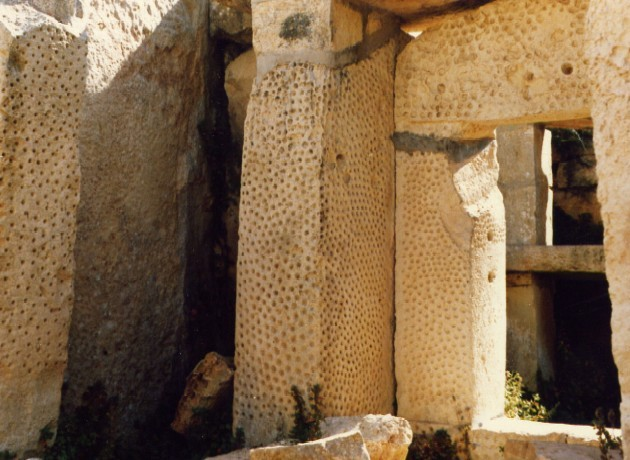
Decoració del temple
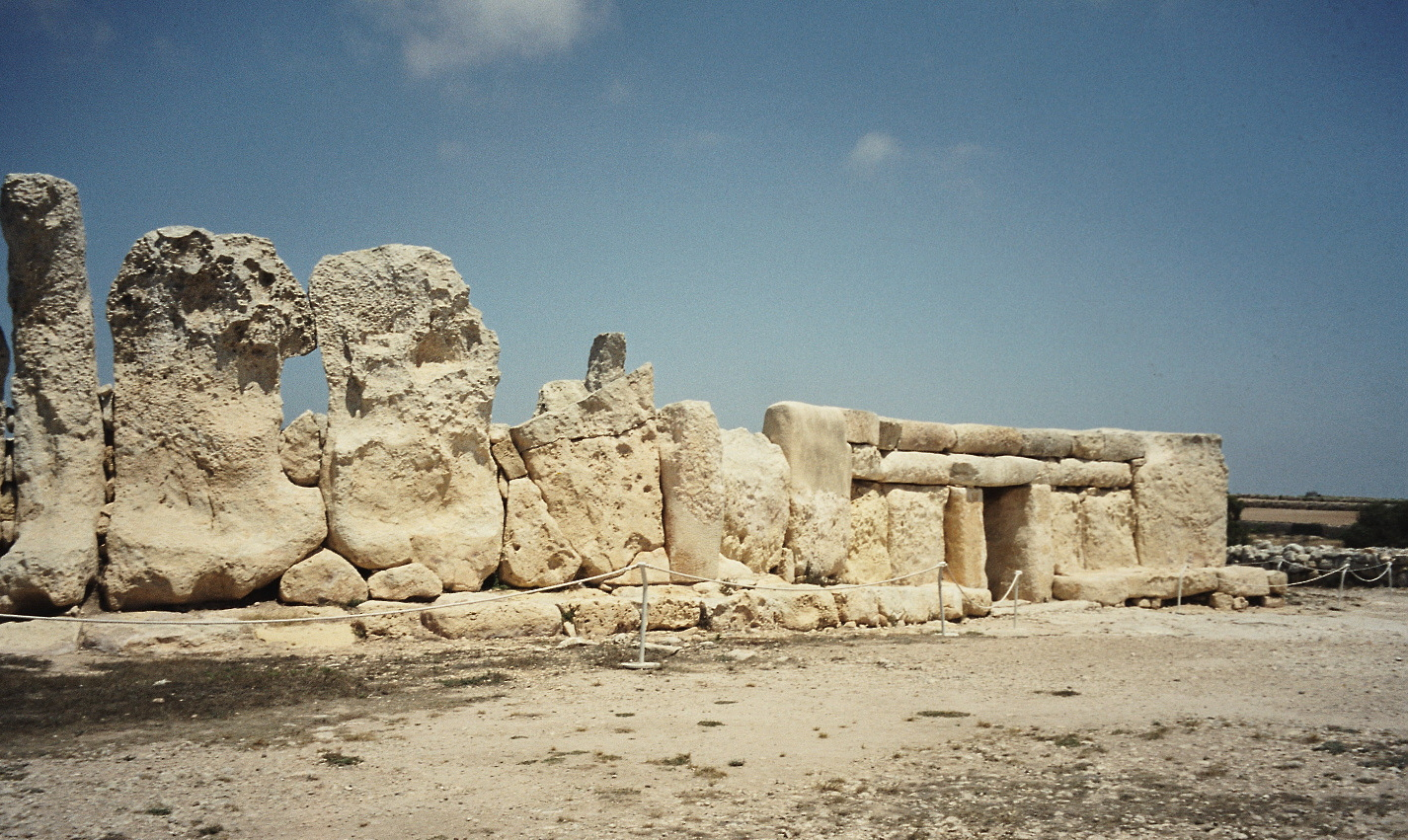
La muralla sud d'Ħaġar Qim
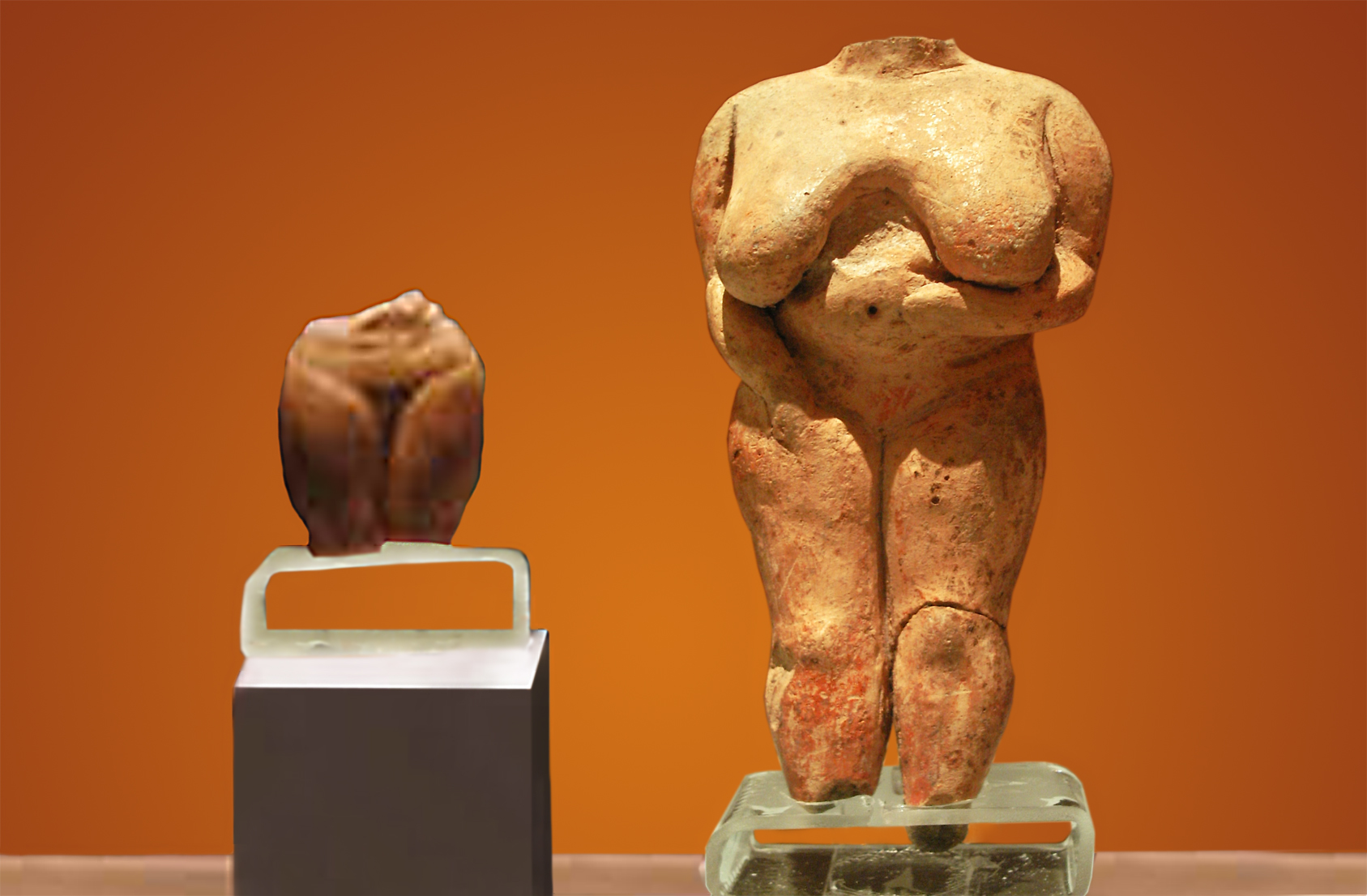
La Venus de Malta mostra una estètica molt desenvolupada
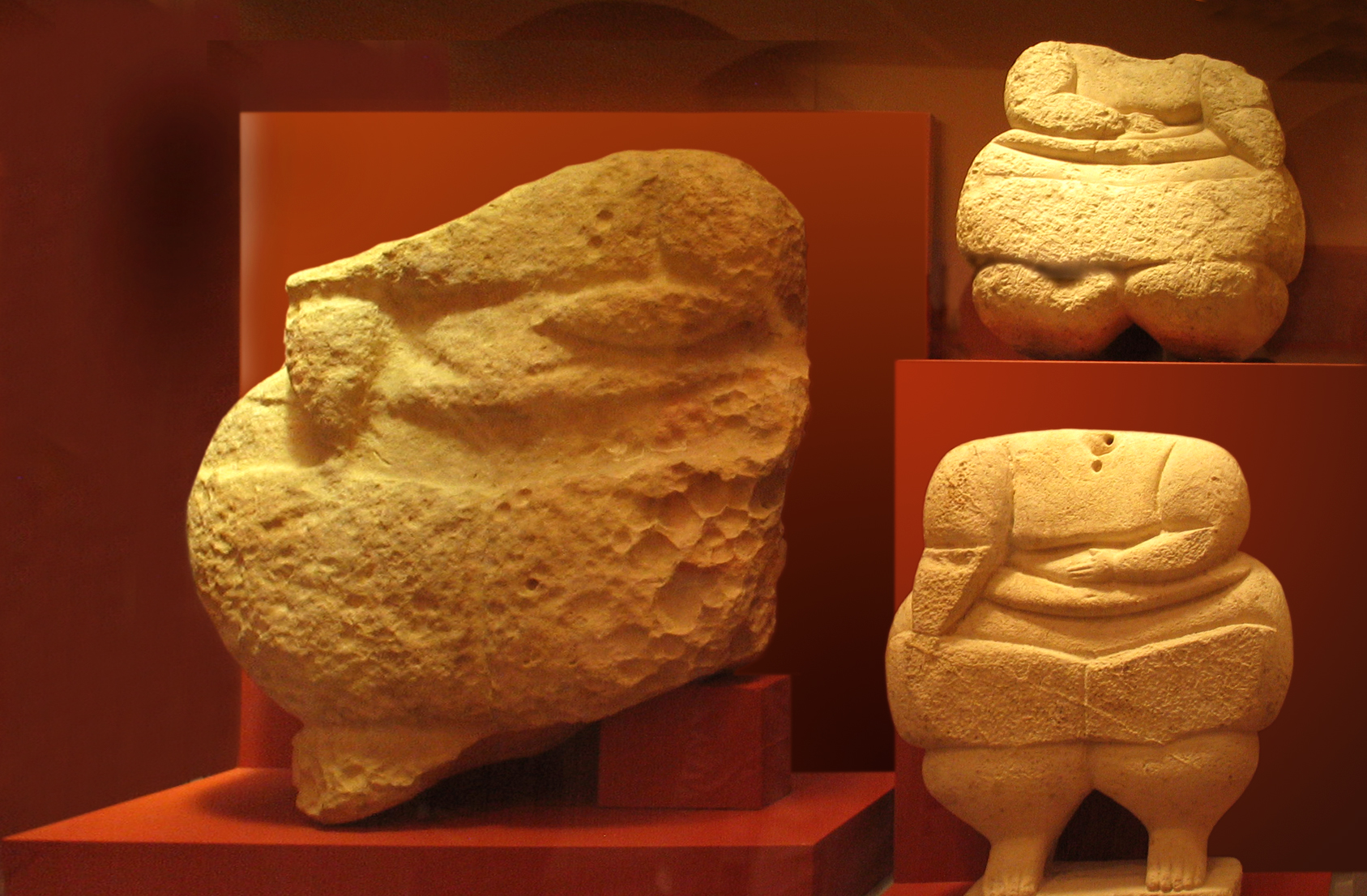
Estàtues de "dones grasses" trobades a Hagar Qim.
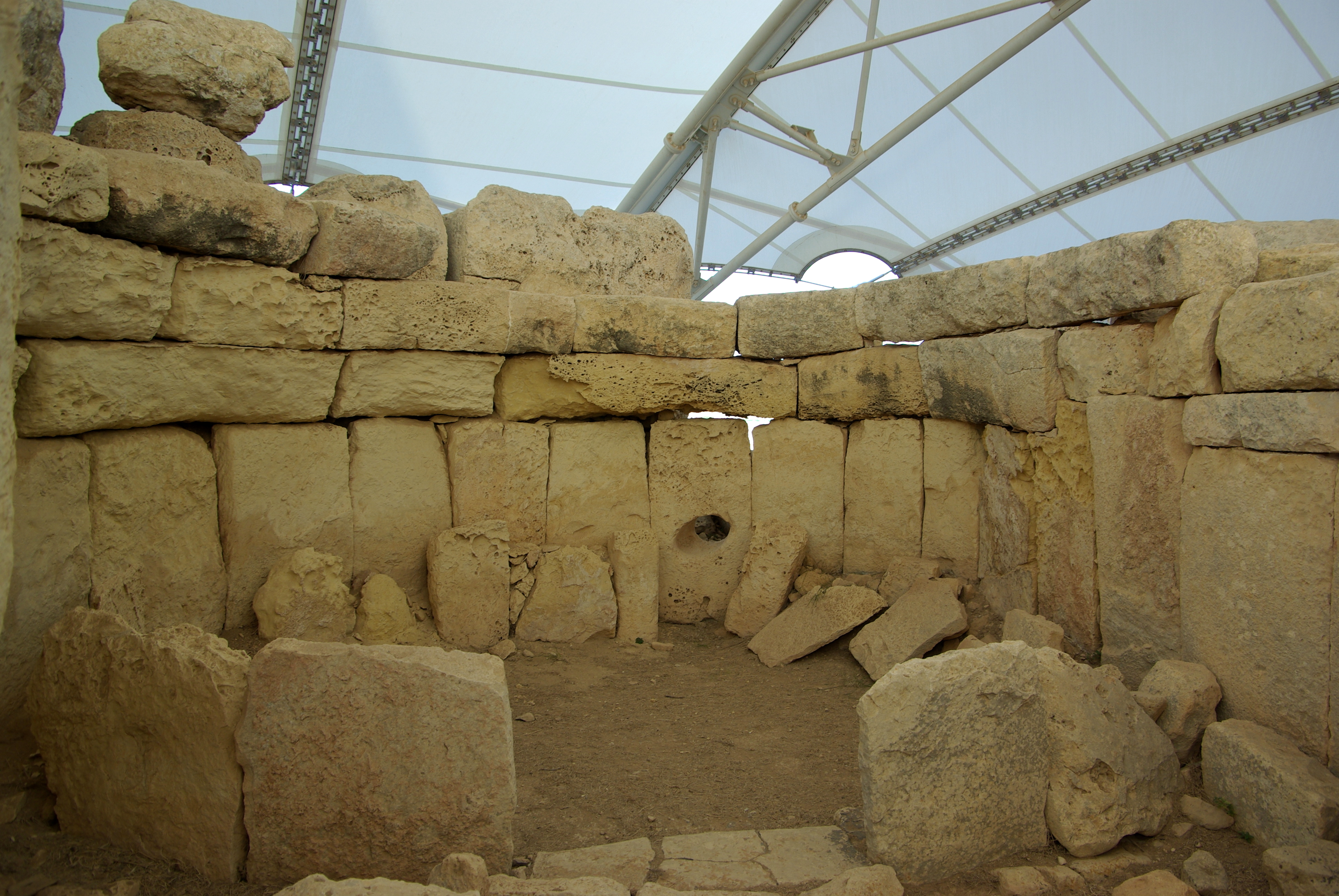
L'interior de l'estructura megalítica